# Anders Peter Nielsen
Anders Peter Nielsen (Århus, 25 maggio 1867 – Copenaghen, 16 aprile 1950) è stato un tiratore a segno danese.

## Carriera
Nella sua carriera da tiratore Nielsen partecipò a quattro Olimpiadi: Parigi 1900, Stoccolma 1912, Anversa 1920, Parigi 1924. In tutto riuscì a conquistare un oro e tre argenti.

## Palmarès
| Anno | Manifestazione | Sede    | Evento                                | Risultato | Note |
| ---- | -------------- | ------- | ------------------------------------- | --------- | ---- |
| 1900 | Olimpiadi      | Parigi  | Carabina militare, in ginocchio       | Argento   |      |
| 1900 | Olimpiadi      | Parigi  | Carabina militare, proni              | Argento   |      |
| 1900 | Olimpiadi      | Parigi  | Carabina militare, tre posizioni      | Argento   |      |
| 1920 | Olimpiadi      | Anversa | Fucile militare 300m seduti a squadre | Oro       |      |